# Nu Jazz
El terme nu jazz és una denominació general apareguda a finals dels anys 1990, per designar estils musicals que entremesclen harmonies o instrumentacions jazz, funk, provinents de la música electrònica i de la improvisació lliure. Igualment escrit nu-jazz o nujazz, trobem igualment altres termes com New Urban Jazz, jazz electrònic, electronic jazz, electro-jazz, e-jazz, jazztronica, jazz house, phusion o future jazz. El Nu-jazz va més enllà dintre del territori de l'electrònica que el seu cosí germà, l'Acid Jazz, que es queda més a prop del Soul i del rhythm and blues. Els àlbums de Saint-Germain-des-Prés Café donen una visió de l'escena Nu-jazz des del 2001.
« El Nu jazz és al jazz (tradicional) el que el punk o el grunge han estat al rock. […] L'accent recau en les cançons, i no en les proeses individuals dels músics. La instrumentació del Nu jazz s'estén del tradicional a l'experimental, les melodies sót fresques i els ritmes nous i vius. Amb ell, el jazz torna a ser un plaer. » -- Tony Brewer (traduït de l'anglès), a All About Jazz

## Representants
- Beady Belle
- Beat Assailant
- Bugge Wesseltoft
- Cosmik Connection
- David Federmann
- De-Phazz
- Erik Truffaz
- Fila Brazillia
- Jaga Jazzist
- Jazzanova
- JeffD CLARK
- Jerome Badini
- Julien Lourau
- Laurent de Wilde
- Llorca
- Nils Petter Molvaer
- NHX
- NoJazz
- Nuspirit Helsinki
- Rubin Steiner
- Sayag Jazz Machine
- Shazz
- Skalpel
- Stade
- St Germain
- Tassel & Naturel
- The Cinematic Orchestra
- UHT°
- Wibutee
- Wise